# Reginald Steggall
Reginald Steggall (Londres, 17 d'abril de 1867 - 1938) fou un organista i compositor anglès.
Fou deixeble de Mac-Farren, Prout i últimament del seu pare Charles en la Reial Acadèmia, de la que en fou professor a partir de 1896. De 1886 a 1887 fou organista de Santa Anna de Soho i el 1905 succeí al seu pare com a organista i director de cor de la Lincoln's Inn Chapel.
Entre les seves nombroses composicions cal mencionar: vuit peces per a piano; Suite, per a orgue; Fantasia i fuga, per a orgue; Concertstück, per a orgue i orquestra; Elaine, escena per a contralt i orquestra; Andante, per a orgue; Benedictus Dominus, per a baríton i cor; Te Deum, per a veus, orquestra i orgue; melodies vocals sobre poesies de Shakespeare, Shelley i Rossetti; música de cambra; dues simfonies; dues Suites, Tema i Variacions, i un poema simfònic.